# Kowel
Kowel (ukr. Ковель) – miasto na Ukrainie, w obwodzie wołyńskim, siedziba administracyjna rejonu kowelskiego.
Leży na głównej drodze między Warszawą a Kijowem, około 65 km od granicy polsko-ukraińskiej.
Był miastem królewskim Korony Królestwa Polskiego.

## Położenie
Kowel położony jest na Nizinie Poleskiej, nad rzeką Turią. Historycznie miasto leży na Wołyniu, w jego zachodniej części, blisko granicy z ziemią chełmską. 

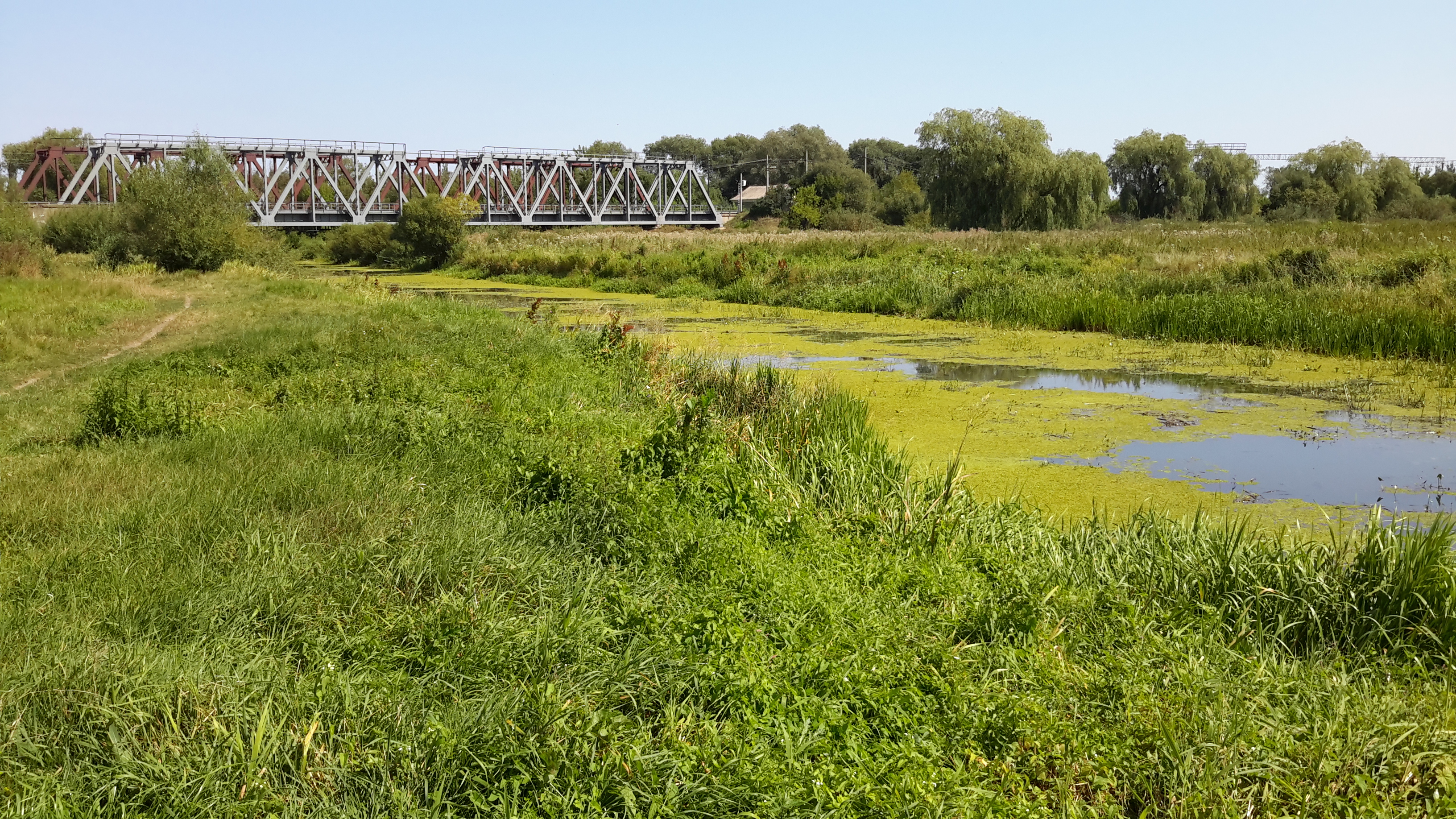
Rzeka Turia w Kowlu

## Historia
Pierwsza wzmianka historyczna z 1. połowy XIV wieku. Założony na obszarze Księstwa Halicko-Włodzimierskiego, w XIV wieku włączony do Wielkiego Księstwa Litewskiego, w 1569 włączony do Korony Królestwa Polskiego.

### I Rzeczpospolita
Prawa miejskie miejscowości nadał król Zygmunt I Stary w 1518 r. Od rodu Sanguszków miasto nabyła królowa Bona i utworzyła tu starostwo niegrodowe. W 1551 roku nadała tutejszej parafii św. Anny dość znaczący przywilej, zapewniając jej stałe utrzymanie. Na wyspie rzeki Turja istniał zamek z wieżą. Od 1609 roku posesorem miasta był Feliks Kryski. Miasto liczyło wtedy blisko 2 tysiące mieszkańców. W 1638 roku posesorem miasta był Stanisław Koniecpolski.
W 1611 król Zygmunt III Waza nadał nowe prawa miejskie. Kowel był miastem królewskim Korony Królestwa Polskiego, położonym w pierwszej połowie XVII wieku w starostwie niegrodowym kowelskim w województwie wołyńskim. Przed powstaniem Chmielnickiego miasto liczyło 1200 mieszkańców, których liczba po powstaniu spadła o połowę do około 600. W 1655 za zasługi w walce z najazdem szwedzkim starostwo otrzymał Stefan Czarniecki. W 1773 roku z woli Sejmu starostwo kowelskie otrzymał wojewoda krakowski Wacław Piotr Rzewuski na własność dziedziczną. W 1792 stacjonował tu 3. Pułk Przedniej Straży Buławy Polnej Koronnej, który walczył w wojnie w obronie Konstytucji 3 maja i insurekcji kościuszkowskiej.

### Pod zaborami

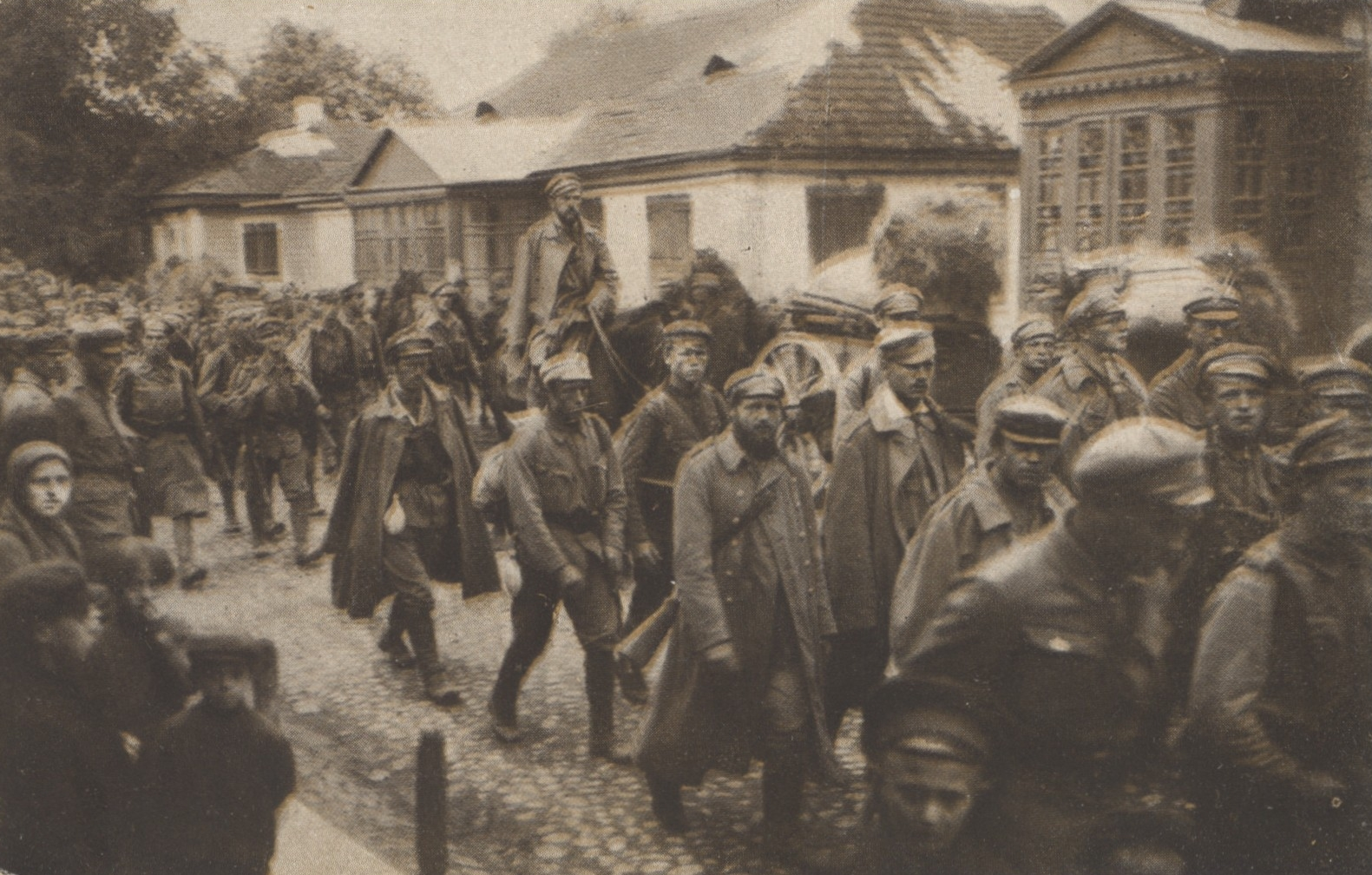
Wkroczenie I Brygady Legionów Polskich do Kowla w 1915 r.

Po III rozbiorze Polski w 1795 w zaborze rosyjskim, był siedzibą powiatu kowelskiego guberni wołyńskiej. W 1805 roku rosyjski generał Siergiej Kamieński rozkazał zniszczyć pozostałości zamku w Kowlu. Nastąpił upadek miasta, a w 1857 miał miejsce pożar. W ramach represji po powstaniu listopadowym administracja carska skonfiskowała Kowel Rzewuskim. Ponowny rozwój zaczął się w drugiej połowie XIX wieku, gdy w 1873 roku doprowadzono do Kowla kolej z Brześcia, a w 1877 roku kolejną linię z Warszawy. Dzięki temu skrzyżowały się w nim dwie linie kolejowe. Od schyłku XIX w. jest jednym z największych miast Wołynia.
W 1915 w okolicach Kowla walczyła I.Brygada Legionów Polskich. W Kowlu zorganizowano szpital dla legionistów, tu też mieściła się administracja wojskowa, gościł tu Józef Piłsudski. Podczas I wojny światowej w 1916 roku w wyniku bitwy pod Kowlem miasto zostało częściowo zniszczone.

### II Rzeczpospolita

Przedwojenny herb

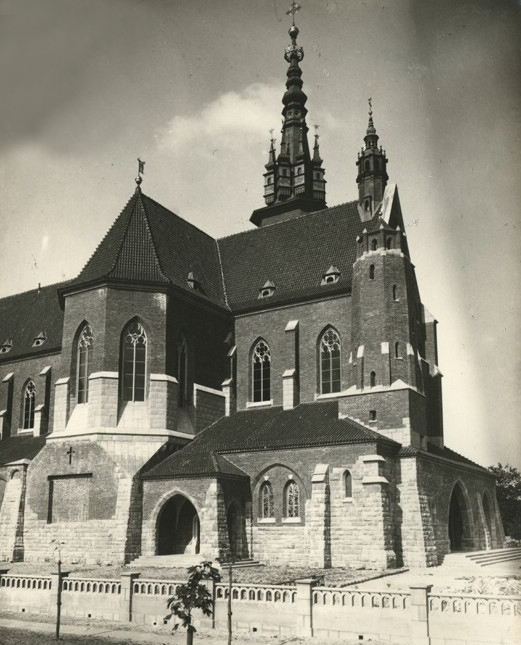
Kościół – Pomnik w 1935 (niezachowany)

W 1919 roku w czasie ewakuowania się z Kowla niemieckiego garnizonu rozpoczęła funkcjonowanie konspiracyjna milicja ukraińska, która czyniła przygotowania do przejęcia miasta. Zalążki własnej milicji zaczęła tworzyć również miejscowa ludność żydowska, która obawiając się pogromu po przejęciu miasta przez Ukraińców, wysłała delegację do ppłk. Sandeckiego z prośbą o przejęcie miasta przez Polaków. Dnia 4 lutego, wkrótce po opuszczeniu miasta przez Niemców (zdążyli je przedtem podpalić) o godz. 19.00 na Kowel uderzyły z kierunku północnego siły 3.szwadronu 8 pułku ułanów i szwadronu kaemów, od strony zachodniej siły II batalionu 28 pułku piechoty oraz 2 baterii 8 pap, a od południa siły II batalionu 32 pułku piechoty wsparte przez pociągi pancerne nr 15 „Paderewski” oraz 16 „Mściciel” i po krótkim starciu zmusiły siły miejscowej milicji ukraińskiej do opuszczenia miasta.
W Kowlu mieściła się tymczasowa siedziba okręgu wołyńskiego przed jej przeniesieniem w listopadzie 1919 do Łucka.

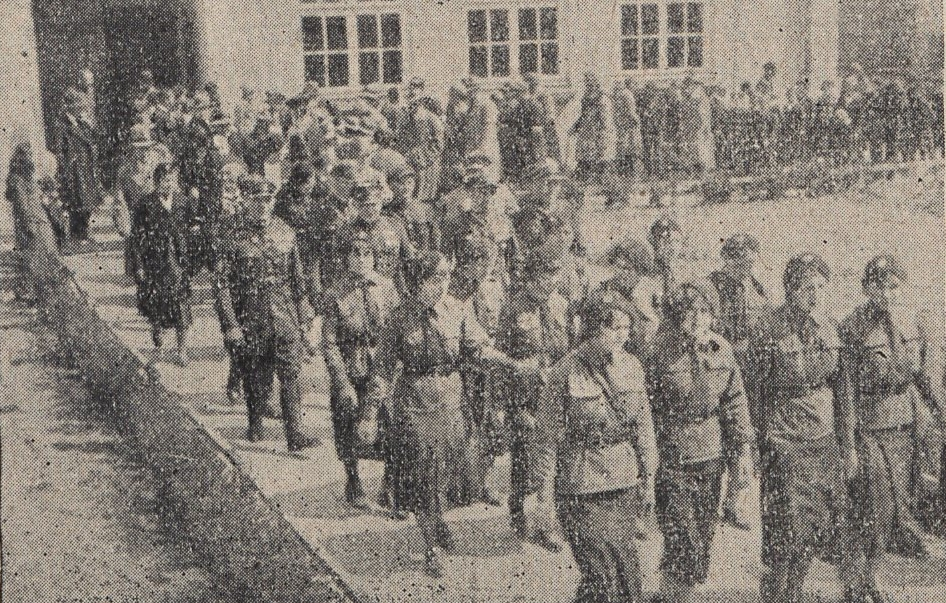
Zjazd Delegatów Powiatu Związku Strzeleckiego w 1935

W dniach 11–13 września 1920 roku grupa motorowa złożona z siedmiu samochodów pancernych Ford FT-B i dwóch samochodów półpancernych White wykonała tzw. zagon na Kowel.
W II Rzeczypospolitej był siedzibą powiatu kowelskiego w województwie wołyńskim. Prezydentem miasta po odzyskaniu niepodległości był publicysta Karol Waligórski. W 1924 rozpoczęto budowę nowego kościoła pw. Pomnik Krwi i Chwały św. Stanisława Biskupa Męczennika. W 1925 roku zbudowano kolonię urzędniczą w stylu dworkowym (proj. Roman Bogowolski), w 1929 roku budynek Starostwa Powiatowego, a Fundusz Kwaterunku Wojskowego wybudował dom oficerski i dom podoficerski (proj. Bohdan Lachert, Józef Szanajca, Włodzimierz Winkler). W 1929 miasto odwiedził prezydent Polski Ignacy Mościcki. W 1931 Kowel zamieszkiwały 27 653 osoby i stanowił on największe miasto w województwie po Równem i Łucku.
W maju 1932 roku w Kowlu odsłonięto pomnik Poległych Bohaterów 50. Pułku Piechoty Strzelców Kresowych.
1 października 1933 obszar miasta powiększono kosztem dwóch gmin. Z gminy Stare Koszary przyłączono kolonię Malinowszczyzna, osadę Jurydyka i grunty z innych miejscowości, a z gminy Niesuchoiże wybrane grunty różnych miejscowości.
W Kowlu mieścił się garnizon wojskowy. Stacjonowało tu dowództwo i sztab 27 Dywizji Piechoty oraz 50 Pułk Piechoty Strzelców Kresowych. W Czerkasach pod Kowlem znajdowała się polska składnica uzbrojenia. W 1938 sformowano tu batalion ON „Kowel” w składzie Wołyńskiej Półbrygady ON.

### II wojna światowa
Po agresji III Rzeszy na Polskę komendantem miasta został mianowany ppłk Andrzej Hałaciński. 13 września 1939 r. dowództwo garnizonu objął płk dypl. Leon Wacław Koc. Powstała improwizowana Grupa „Kowel”, większość jej żołnierzy nie miała broni. Po agresji ZSRR na Polskę miasto, zajęte przez Armię Czerwoną znalazło się pod okupacją sowiecką. Po ataku Niemiec na ZSRR 26 czerwca 1941 miasto zostało zajęte przez Wehrmacht. Niemcy umieścili tu siedzibę komisariatu (Gebiet). W mieście stacjonował oddział operacyjny SD, sztab 314. batalionu policyjnego, posterunek żandarmerii oraz ukraińskiej policji.
Od lata 1941 Niemcy przystąpili do eksterminacji Żydów, których w tym czasie w Kowlu mieszkało około 15 tysięcy stanowiąc połowę ludności. W 1941 roku w różnych egzekucjach zabito około 1 tys. Żydów. 27 maja 1942 w Kowlu utworzono dwa getta – jedno na Starym Mieście (dla Żydów „bezużytecznych”), drugie na Nowym Mieście dla rzemieślników z rodzinami. W dniach 3–5 czerwca 1942 mieszkańców pierwszego z gett (6-8 tysięcy ludzi) rozstrzelano na polanie koło wsi Bachowo (7 km na północ od Kowla). Egzekucji dokonywało SD, niemiecka żandarmeria oraz ukraińscy policjanci. 19 sierpnia 1942 na żydowskim cmentarzu ci sami sprawcy rozstrzelali Żydów z getta na Nowym Mieście (5 tysięcy osób) oraz 150 Romów. Następnie oba getta były przeczesywane przez żandarmerię i policję w poszukiwaniu ukrywających się; schwytanych więziono w budynku Wielkiej Synagogi a później rozstrzeliwano na cmentarzu katolickim (około 2 tysięcy ofiar). Pozostawione mienie zostało rozgrabione przez ludność ukraińską.
W czasie okupacji niemieckiej mieszkający tutaj Polacy - Mikołaj i Karolina Kmitowie, Władysław i Maria Szymkiewiczowie oraz Józefa Wołoszyńska - udzielali pomocy Żydom, za co po wojnie Instytut Jad Waszem uhonorował ich tytułami Sprawiedliwych wśród Narodów Świata.

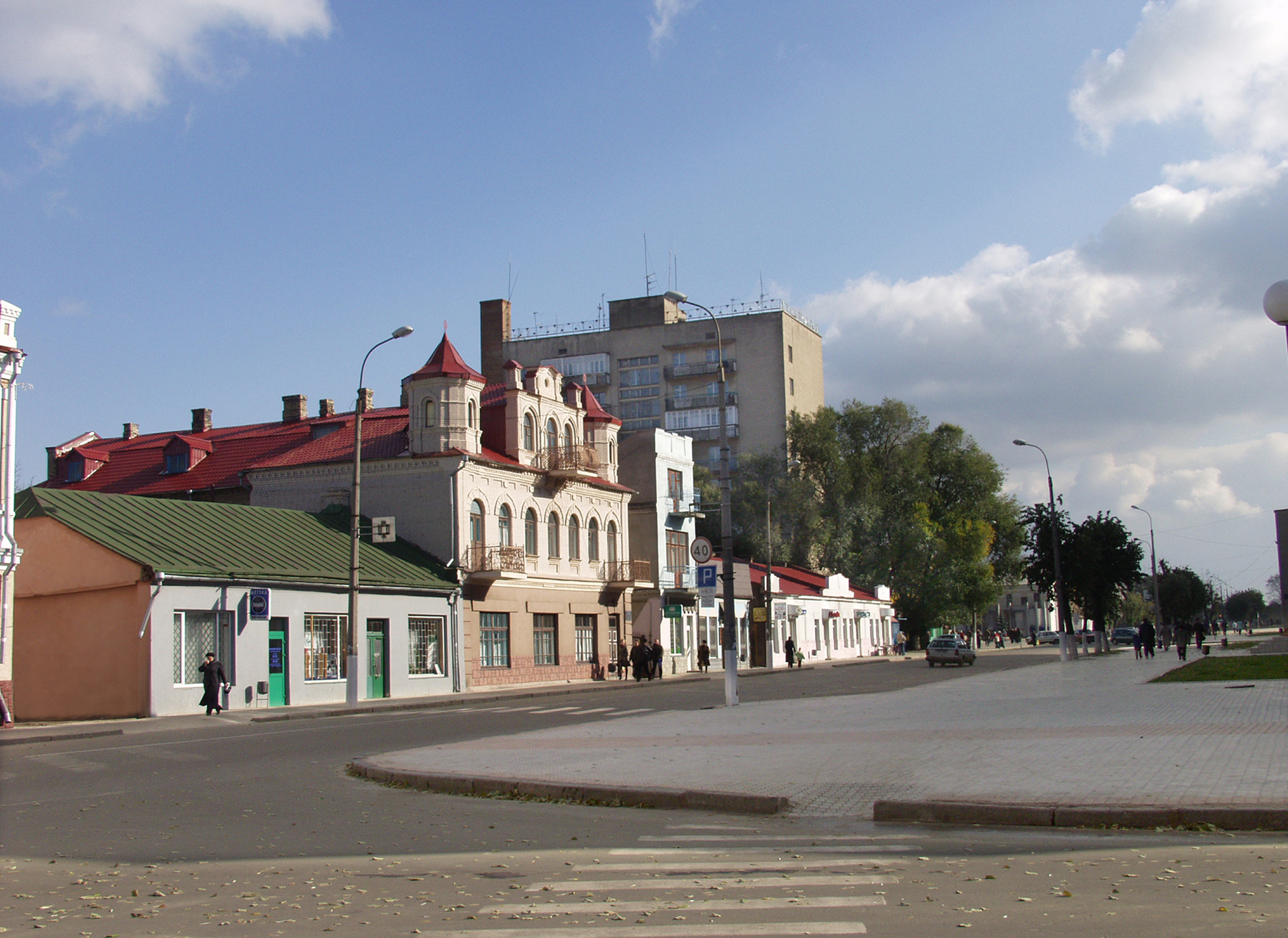
Ulica Niepodległości (dawniej Warszawska)

W latach 1939–1945 oddziały ukraińskich organizacji OUN i UPA zamordowały w powiecie kowelskim około 3750 Polaków, z czego w samym Kowlu 44 osoby.
W marcu-kwietniu 1944 w pobliżu Kowla operowała 27 Wołyńska Dywizja Piechoty Armii Krajowej biorąc wraz z Armią Czerwoną udział w zakończonej niepowodzeniem operacji kowelskiej. Kowel został ponownie zajęty przez Armię Czerwoną dopiero w lipcu 1944.

### Okres powojenny
W latach 1945–1991 w ZSRR. Decyzją władz rozebrano przedwojenny Kościół–Pomnik, uszkodzony w trakcie wojny. Od 1991 miasto należy do Ukrainy. Rada Miejska Kowla w 2010 roku nadała honorowe obywatelstwo miasta Kowla Stepanowi Banderze.

## Zabytki
- Kościół św. Anny (dawniej pw. Wniebowzięcia NMPanny) z 1771 r., jeden z dwóch ocalałych na Wołyniu kościołów drewnianych, w 1994 r. przeniesiony do Kowla przez franciszkanów z wsi Wiszenki nad Styrem[21][22].
- Stary kościół św. Anny z 1847 r. (nieistniejący), drewniany z II połowy XIX w., zniszczony przez władze radzieckie w 1945 r[23].
- Sobór Zmartwychwstania Pańskiego z 1874 r.
- Cmentarz na Górce, miejsce pochówku około 300 legionistów polskich[24]
- Kamienica z ok. 1900 r., w której mieściła się najstarsza apteka Kowla, założona w 1799 r.
- Kamienice z początku XX w. przy dawnej ulicy Warszawskiej
- Wille z czasów II RP
- Gmach przedwojennej Szkoły Mierniczej i Drogowej, wzniesiony w 1910 r.
- Gmach przedwojennego Gimnazjum Państwowego im. J. Słowackiego, wzniesiony w 1910 r.
- Kościół Pomnik Krwi i Chwały św. Stanisława Biskupa Męczennika w Kowlu (nieistniejący), wzniesiony w latach 1924-1935, rozebrany przez władze radzieckie po II wojnie światowej[25].
- Kościół garnizonowy pw. św. Wojciecha (nieistniejący), zburzony w 1945 r[26].
- Budynek szkoły artystycznej z XX w.
- Wieża ciśnień z XX w.

## Religia

### Prawosławie
W Kowlu funkcjonuje czternaście parafii prawosławnych. Siedem z nich uznaje jurysdykcję kanonicznego Ukraińskiego Kościoła Prawosławnego Patriarchatu Moskiewskiego. W ich ramach działają cerkwie Wprowadzenia Matki Bożej do Świątyni, św. Michała Archanioła, Poczajowskiej Ikony Matki Bożej, św. Pantelejmona, Zmartwychwstania Pańskiego i św. Tatiany. Status soboru posiadają kolejne dwie cerkwie Patriarchatu Moskiewskiego: sobór Zmartwychwstania Pańskiego i Trójcy Świętej.
Siedem placówek duszpasterskich prowadzi w Kowlu Ukraiński Kościół Prawosławny Patriarchatu Kijowskiego. Są to sobory św. Dymitra Sołuńskiego, Zwiastowania i cerkwie św. Andrzeja, św. Włodzimierza, św. Jana Chrzciciela, św. Swietłany i Świętych Piotra i Pawła.

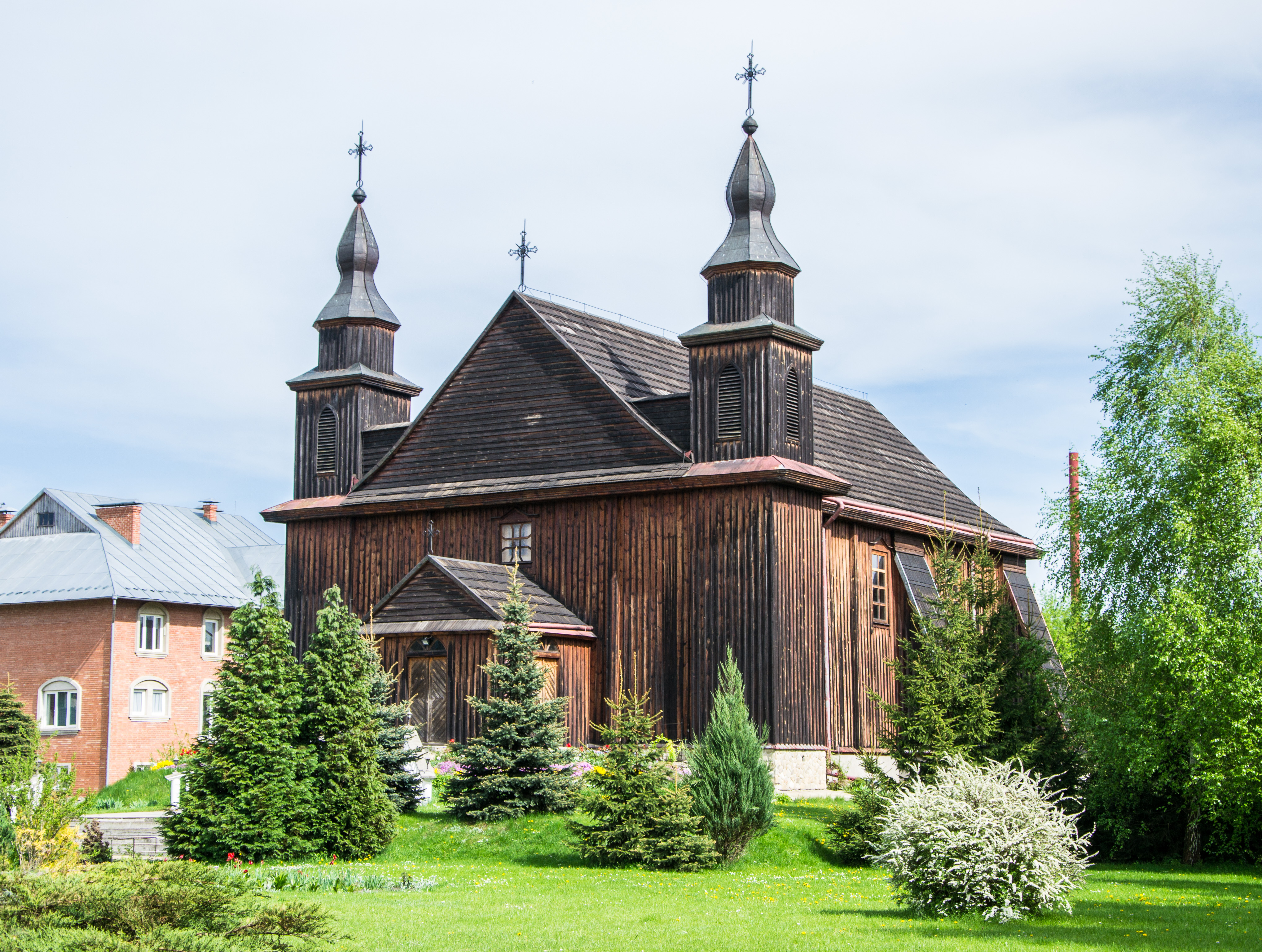
Kościół św. Anny

### Katolicyzm
W Kowlu działa greckokatolicka parafia Opieki Matki Bożej oraz rzymskokatolicka parafia św. Anny.

### Protestantyzm
W Kowlu funkcjonuje osiem zborów protestanckich różnych tradycji ewangelikalnych.

### Restoracjonizm
W mieście działa zbór Świadków Jehowy.

## Transport

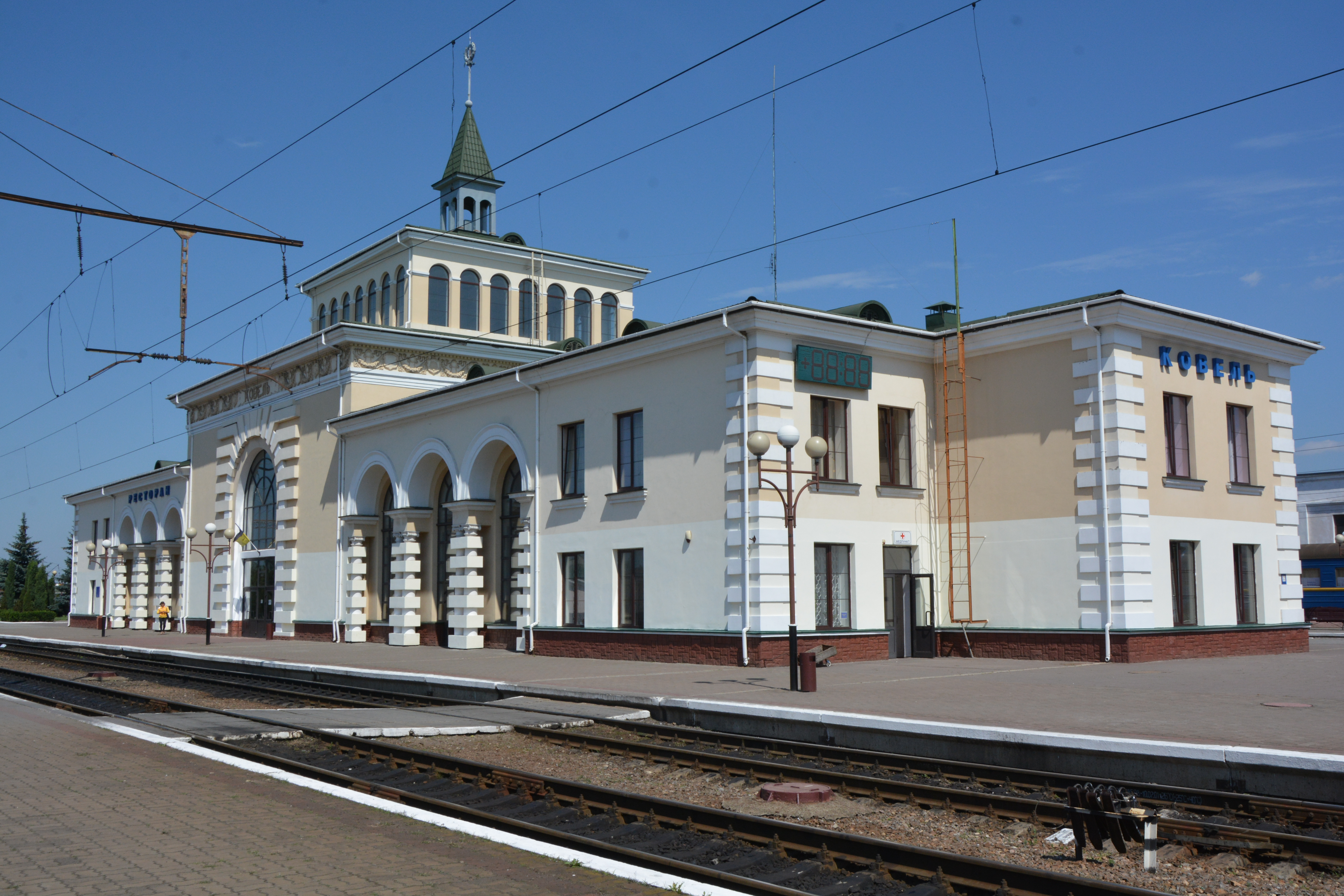
Dworzec kolejowy

W Kowlu mieści się węzłowa stacja kolejowa. Od 1873 obsługiwała połączenia m.in. do Brześcia, Równego i Zdołbunowa, a od 1877 do Lublina i Warszawy.

## Sport
W II Rzeczypospolitej w mieście działały polskie kluby piłkarskie WKS Kowel (jeden z najsilniejszych klubów Wołynia w latach 20.), Strzelec Kowel i Sokół Kowel. Obecnie największym klubem piłkarskim jest występujący w regionalnej lidze ukraińskiej Kowel-Wołyń Kowel.

## Miasta partnerskie

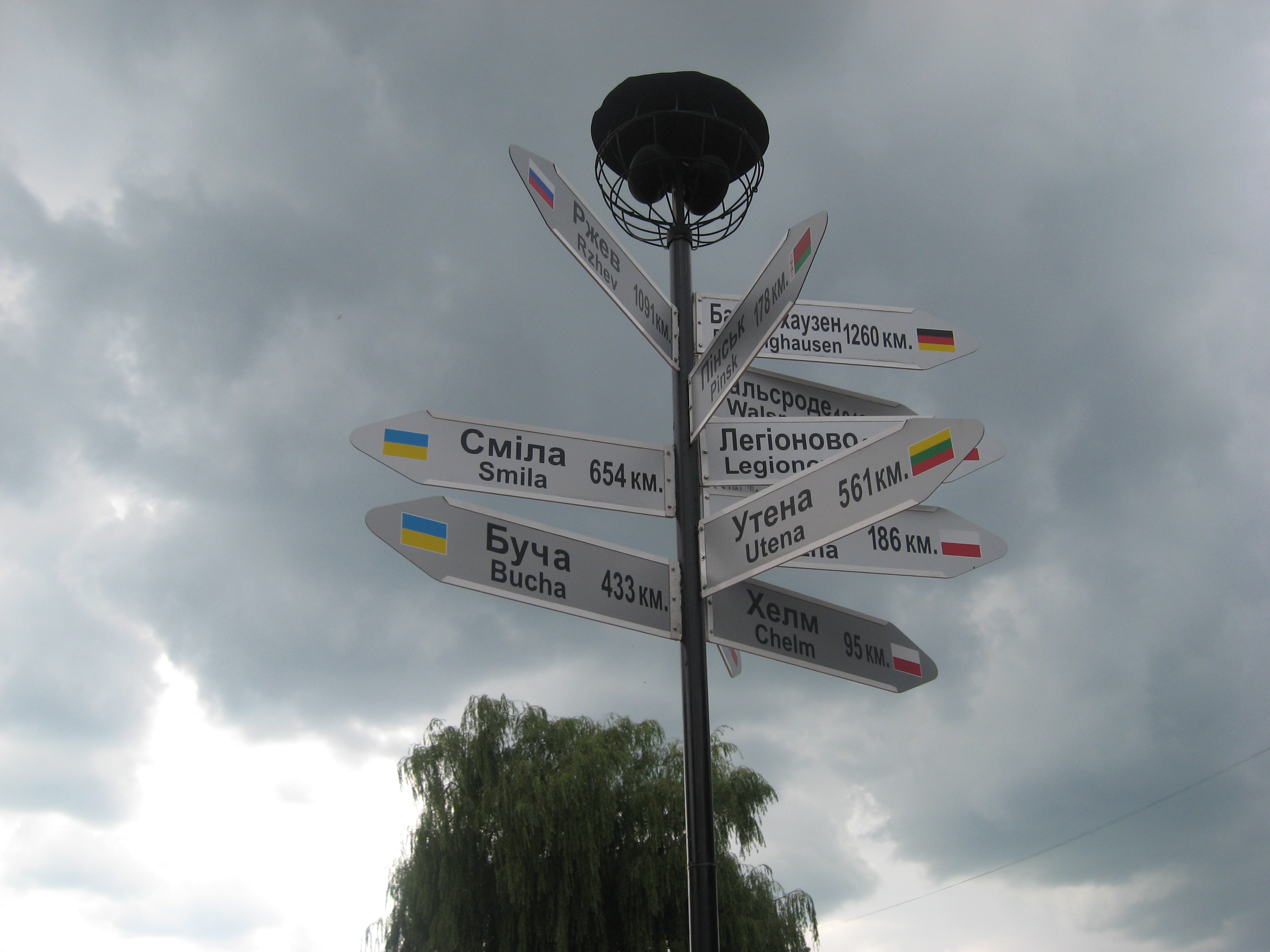
Miasta partnerskie Kowla

- Chełm
- Brzeg Dolny
- Łęczna
- Legionowo
- Krasnystaw
- Barsinghausen
- Smiła
- Uciana
- Pińsk
- Walsrode
- Bucza

## Ludzie urodzeni w Kowlu
- Waldemar Babinicz – polski pisarz i pedagog. Prowadził Uniwersytet Ludowy w Rożnicy
- Edward Bartol – polski dyplomata
- Zofia Berbecka – polska nauczycielka, posłanka na Sejm oraz senator w II RP
- Janina Błaszczak – podpułkownik Wojska Polskiego, ekonomistka
- Kazimierz Dejmek – polski reżyser i aktor teatralny, minister kultury i sztuki, poseł na Sejm II kadencji
- Andrzej Dembicz – polski profesor, latynoamerykanista. Twórca i dyrektor Centrum Studiów Latynoamerykańskich
- Michał Friedman – polski pedagog żydowskiego pochodzenia, tłumacz z języka hebrajskiego i jidysz
- Zofia Helwing – polska działaczka środowisk sybirackich
- Ryszard Horodecki – polski fizyk, zajmujący się fizyką teoretyczną i informatyką kwantową
- Anatol (Hrysiuk) – rosyjski biskup prawosławny, nowomęczennik
- Ludwik Jurkiewicz – pułkownik uzbrojenia Wojska Polskiego, ofiara zbrodni katyńskiej
- Janusz Kościelak – polski żużlowiec
- Anastasija Kożenkowa – ukraińska wioślarka, mistrzyni olimpijska
- Krzysztof Kursa – polski aktor teatralny i filmowy
- Bogusław Lambach – polski operator filmowy. W 1944 fotoreporter Czołówki Filmowej Wojska Polskiego
- Stanisław Maślanka – żołnierz Armii Krajowej
- Wojciech Mokwiński – polski architekt i plastyk
- Julija Ostapczuk – ukraińska zapaśniczka, trzykrotna olimpijka
- Taras Romanczuk – reprezentant Polski w piłce nożnej, zawodnik Jagiellonii Białystok
- Jerzy Siemasz – polski tłumacz
- Eugeniusz Spisacki – polski trener koszykarski
- Jan Stachniuk – polski publicysta. Ideolog i twórca polskiego nacjonalistycznego ruchu „Zadruga” oraz pisma o tym samym tytule
- Marian Stępniewski – polski mineralog i geochemik, specjalista w zakresie spektrometrii rentgenowskiej
- Jerzy Szabatin – polski elektronik, profesor nauk technicznych
- Janusz Turowski – polski inżynier, profesor zwyczajny nauk technicznych
- Mieczysław Wariwoda – oficer Wojska Polskiego i działacz emigracyjny
- Michał Waszyński – polski reżyser filmowy żydowskiego pochodzenia, montażysta i scenarzysta
- Janusz Zawisza – polski ichtiolog, profesor, wieloletni kierownik Zakładu Ichtiologii Instytutu Rybactwa Śródlądowego w Olsztynie
- Abraham Zapruder – rosyjsko-amerykański biznesmen żydowskiego pochodzenia, autor krótkiego amatorskiego filmu dokumentującego zamach na prezydenta Johna F. Kennedy’ego